# Saint-Pierre-Lavis
Saint-Pierre-Lavis is een dorp en voormalige gemeente in de Franse gemeente Terres-de-Caux in het departement Seine-Maritime in de regio Normandië. De voormalige gemeente telt 254 inwoners (2014). De plaats maakt deel uit van het arrondissement Le Havre.

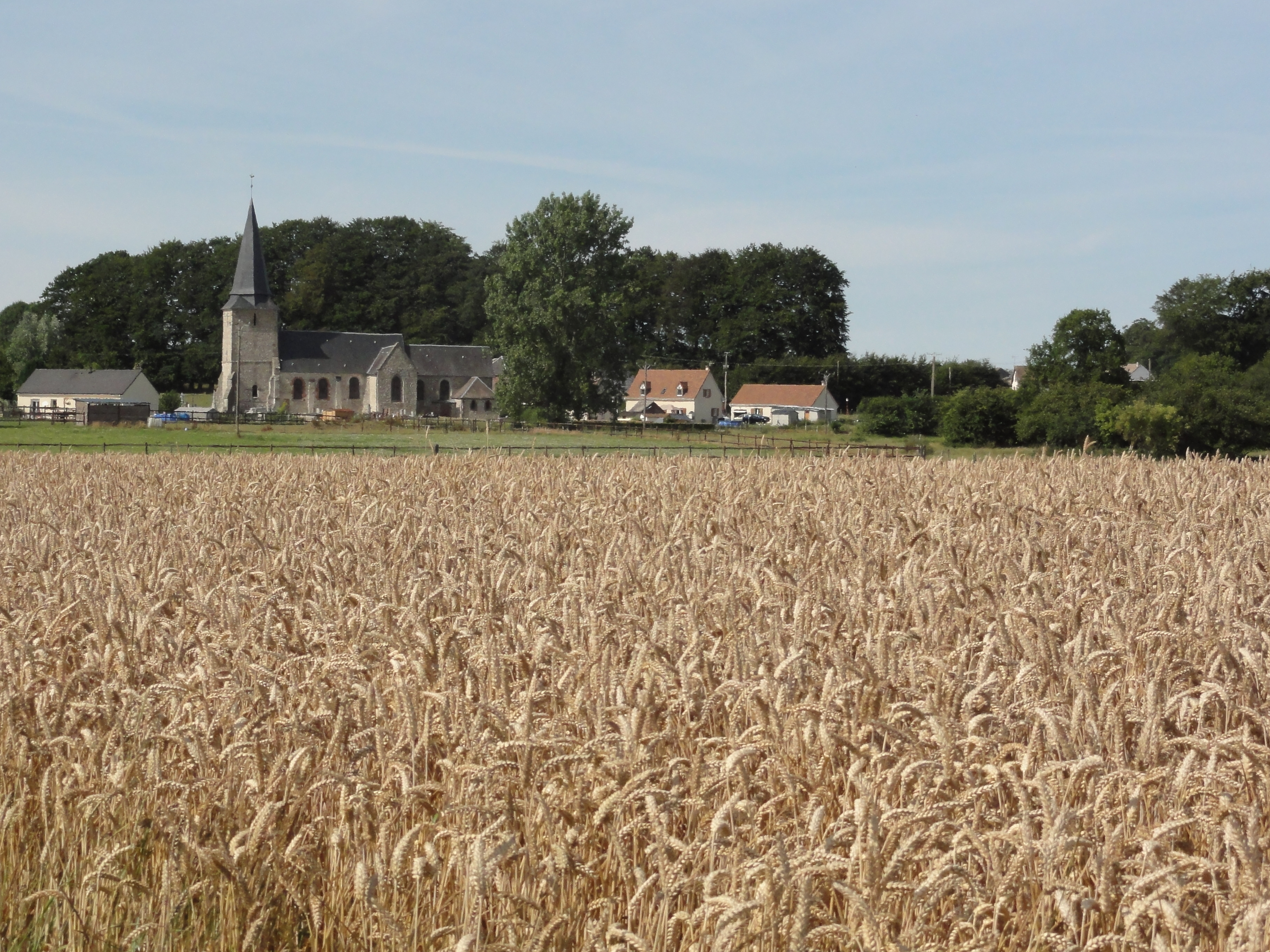
Dorpscentrum van Saint-Pierre-Lavis

## Geschiedenis
Oude vermeldingen van de plaats gaan terug tot 1234 in Ecc. Sancti Petri Alaviz en tot rond 1240 als Sanctus Petrus à Laviz. De 18de-eeuwse Cassinikaart toont hier de parochie als St. Pierre la Vis.
Op het eind van het ancien régime eind 18de eeuw, toen de gemeenten werden gecreëerd, werd Saint-Pierre-Lavis een gemeente.
De gemeente maakte deel uit van het kanton Fauville-en-Caux tot dit op 22 maart 2015 werd opgeheven en de gemeenten werden opgenomen in het kanton Saint-Valery-en-Caux.
Op 1 januari 2017 fuseerde met Auzouville-Auberbosc, Bennetot, Bermonville, Fauville-en-Caux, Ricarville en Sainte-Marguerite-sur-Fauville tot de nieuwe gemeente (commune nouvelle) Terres-de-Caux.

## Geografie
De oppervlakte van Saint-Pierre-Lavis bedraagt 4,49 km², de bevolkingsdichtheid is 57 inwoners per km².
Naast het dorpscentrum ligt in het noordoosten van Saint-Pierre-Lavis nog het gehucht La Chaussée de Saint-Pierre.
De onderstaande kaart toont de ligging van Saint-Pierre-Lavis met de belangrijkste infrastructuur en aangrenzende gemeenten.

## Bezienswaardigheden
- De Église Saint-Pierre
- Een duiventoren uit 1584

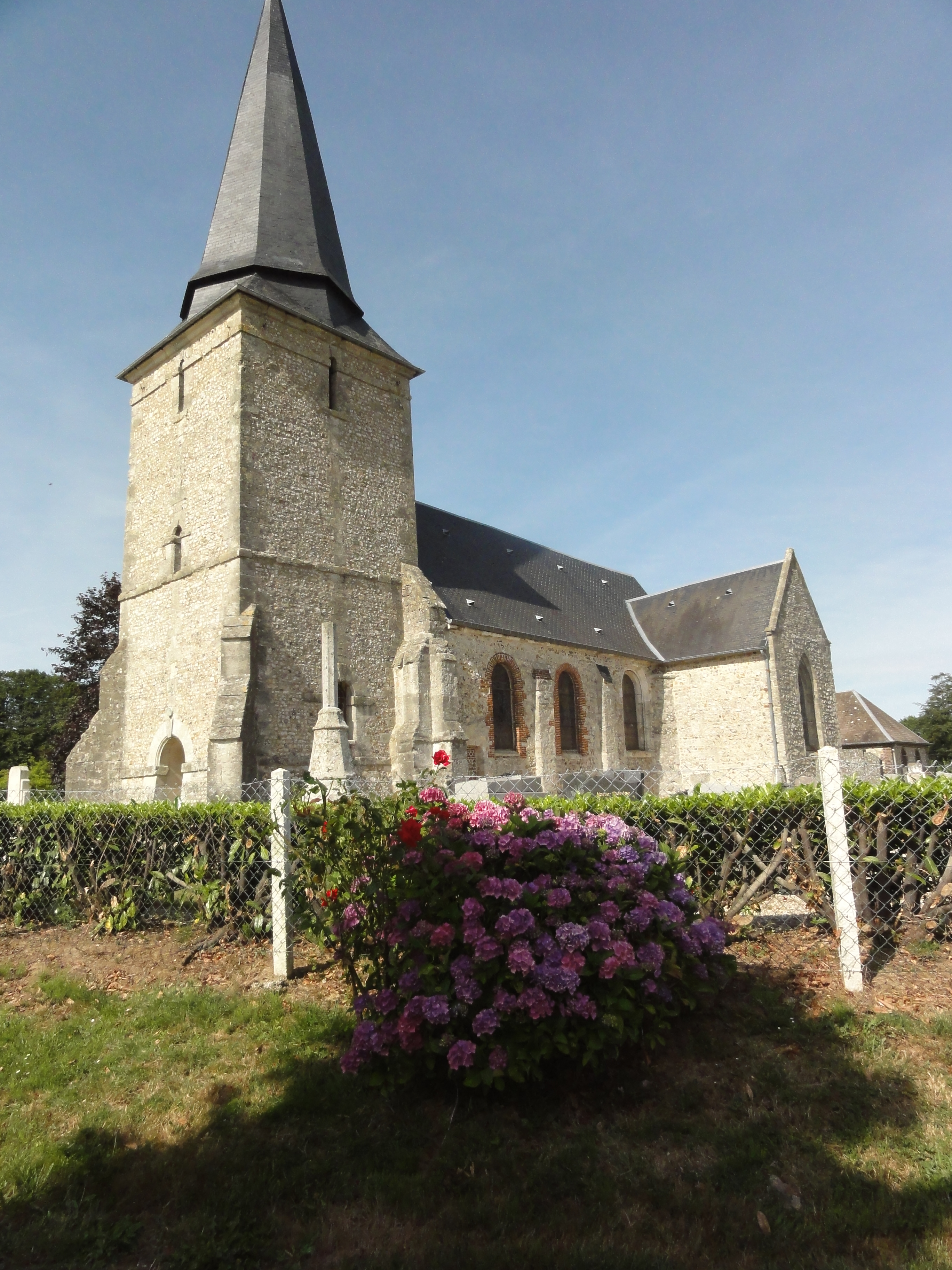
Église Saint-Pierre
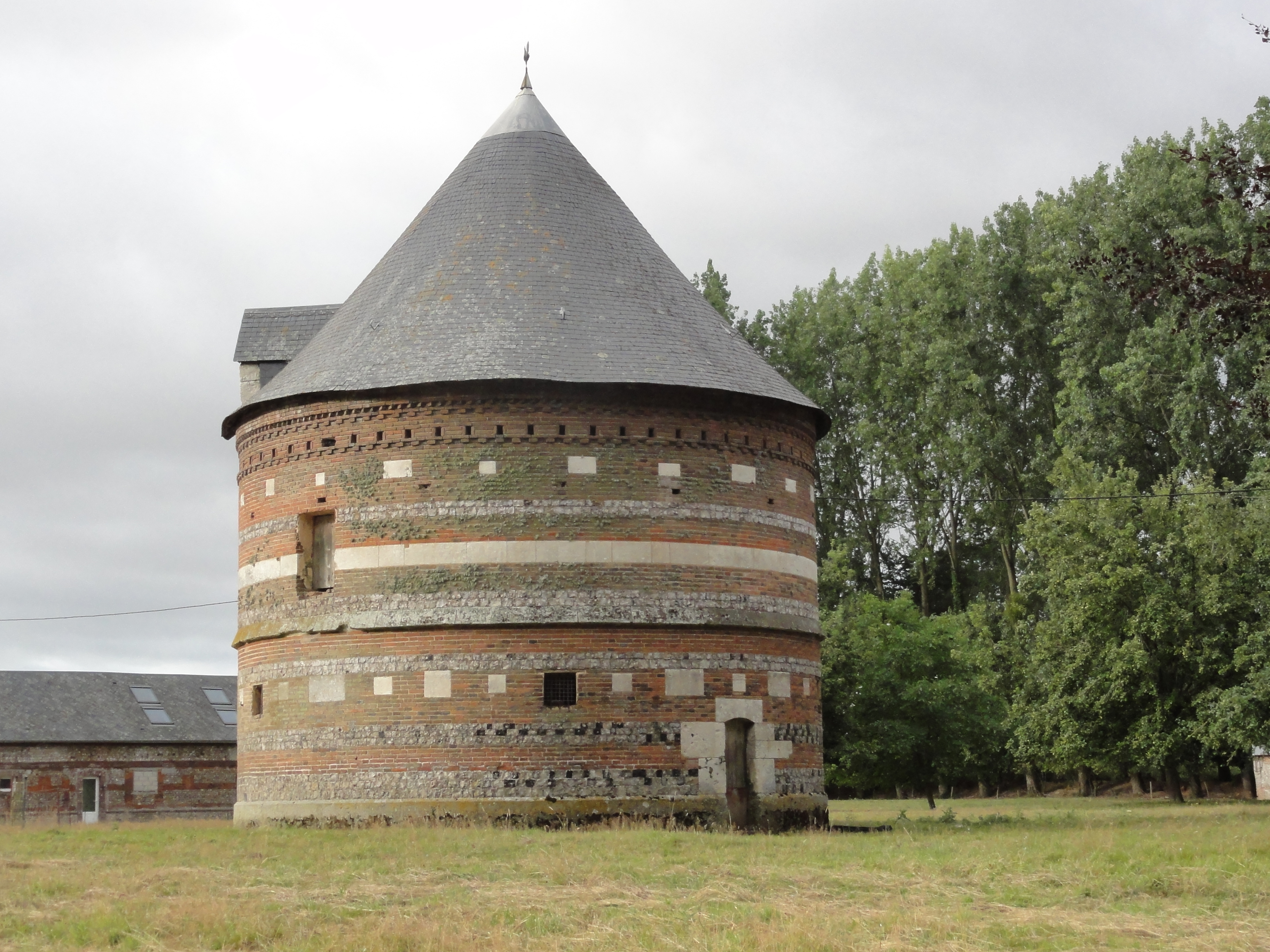
Duiventoren

## Demografie
Onderstaande figuur toont het verloop van het inwonertal.
Deelgemeenten: Auzouville-Auberbosc · Bennetot · Bermonville · Fauville-en-Caux · Ricarville · Sainte-Marguerite-sur-Fauville · Saint-Pierre-Lavis

Overige plaatsen: Auberbosc · Le Beau Soleil · Le Boos · Le Bout Joyeux · Le Carouge · La Chaussée de Saint-Pierre · Joyeux (Auzouville-Auberbosc · La Londe · Roncherolles